# Сталевий світанок
«Сталевий світанок» (англ. Steel Dawn) — американський постапокаліптичний фільм 1987 р. з елементами вестерної наукової фантастики.

## Сюжет
Загадковий фехтувальник Номад (Патрік Свейзі) бродить по залишках світу після Третьої світової війни. Він подорожує по пустелі в пошуках вбивці свого наставника, Шо (Крістофер Нім).
Сама війна ніяк не описана, але є натяки, що новий уряд виріс незабаром після цього. Номад знаходився у привілейованому становищі, як солдат і частина елітної гвардії, призначеної для захисту керівників нового уряду. Оскільки вогнепальна зброя більше не доступна, холодна відроджена як стандартний засіб боротьби. Елітна охорона освоїла використання мечів і використовує їх у незвичайному вертикальному вигляді. Зрештою, повоєнний уряд розвалився, Номад опинився у відставці та побудував ферму зі своєю сім'єю.
Номад працює в групі поселенців у місті Меридіан. Демніл (Ентоні Зерб), місцевий поміщик, та його банда атакують місто, щоб отримати монополію на місцеве водопостачання. Номад залишається на місцевій фермі, що належить Каші (Ліза Ніємі), яка є любовним інтересом кочівника (та справжньою дружиною у житті). Номад об'єднується з Форманом, Тарк стає «миротворцем» Меридіана, щоб захистити місто від Демніла та його сил, і також дає можливість Номаду помститися за смерть свого наставника.

## Ролі
- Патрік Свейзі — Номад
- Ліза Ніємі — Каша
- Ентоні Зерб — Демніл
- Брайон Джеймс — Тарк
- Крістофер Нім — Шо
- Джон Фудзіока — Корд
- Бретт Хул — Джакс
- Марсель Ван Хірден — Ланн
- Арнольд Вослу — Меккер

## Критика
Рейтинг фільму на сайті IMD становить 4,7/10.